# 大石種次
大石 種次（おおいし たねつぐ）は、江戸時代後期から幕末の剣客、柳河藩士。諱は種次。通称は進、のち七太夫と改名。隠居号は武楽。
大石神影流の創始者で、男谷信友、島田虎之助と並ぶ「天保の三剣豪」の一人。7尺といわれる長身に加え、5尺3寸の長竹刀を使用しての左片手突きは強烈で天下無双の技ともいわれた。六組での所属は立花壱岐組。家格は給人。

## 生涯

### 大石神影流の創始
柳河藩士・大石種行（太郎兵衛）の長男として、筑後国三池郡宮部村（現在の福岡県大牟田市大字宮部）に生まれる。種次は4、5歳のころから祖父の種芳に大石家が師範として担当する剣術新陰流（または愛州影流）派及び大島流槍術剣槍術を学んだという。父種行は柳河藩の剣槍術師範役に加え、柳河藩支藩三池藩の師範役も兼ねていた。このため交際費がかさみ、家禄30石では苦しい生活を強いられた。種次は幼時から馬を飼い、門前の田畑を耕して家計を補ったという。しかし、そのためか、ある年、正月恒例の御前試合に思わぬ惨敗を喫した。種次はこれに発奮して、石をつるして突き技を稽古、胴切りと諸手突き、さらには生来の左利きを利用して独自の左片手突きを案出した。従来の唐竹面、長籠手、袋竹刀の防具に代えて、13本穂の鉄面、竹腹巻、半小手を使用するようにしたという。このとき種次18歳で、これより大石新影流を称した。

### 九州武者修行
文政5年（1822年）、神陰流の免許皆伝を受ける。この年、豊前中津藩の長沼無双右衛門の道場を訪ね、7日間門人たちと立ち合い、8日目に無双右衛門と試合をした。長沼は7日間進の技を観察し、用心して生竹で竹刀をこしらえ、これを進に使わせて立ち合ったが、機を見て踏み込んだ種次の左片手突きが長沼の鉄面を突き破り、眼球が面の外まで飛び出したという。その後豊後路から久留米へ武者修行し、久留米では40人と立ち合って、一戦も落とさなかったという。
文政8年（1825年）6月15日、種行が54歳で没し、種次は22歳で30石の禄を継ぎ、柳河藩の剣槍師範役を賜った。3年前に対決した長沼無双右衛門が傷を養生してのち、門人18人を連れて大石の門下に加わったのはこの年で、このころから入門者が九州各地から集まるようになったという。種次は、他国の門人には剣術だけを教え、槍術は指南しなかったという。

### 江戸出府、名剣士たちとの対決
天保3年（1832年）、藩から聞次役を命じられ、暮れに江戸へ出府。種次は3ヶ月間、江戸府内の名門道場に次々と挑み、長身から繰り出される長竹刀に突き伏せられない者はいなかったといわれる。この間、千葉周作がかろうじて引き分けた（千葉は進の突きを防ぐために樽のふたを竹刀の鍔に使用したといわれる。）ほかは、『一刀流極意』によるとただひとり白井亨（天真一刀流、天真白井流）が種次を破ったという。このため、江戸の各道場は、大恐慌を来したといわれ、大石は竹刀に大きな鍔をはめていたことから大鍔先生と称された。 講談師伊東燕尾は、大石に敗れたために講談師になったという逸話もある。
翌天保4年（1833年）、種次はさらに、当時随一の実力といわれた男谷信友と試合する。初日は男谷が勝利した。なぜか男谷が頭を左右に振るだけで進の切っ先はかわされた。しかし、翌日、工夫して狙いをやや下げたところ、男谷がどんなに避けようとしても突きが命中し、今度は種次が勝った。日を改めて試合したが、男谷にも種次の突きは手に負えなかった。男谷は種次の技に感心して、諸方の師範家や高名な剣士の入門をあっせんしたという。同年、帰国して60石へ加増を受けた。
天保10年（1839年）、江戸へ再出府する。すでに種次の剣名は高く、旗本や諸藩の士が入門に詰めかけたという。同年9月3日、老中水野忠邦邸に招かれ、田島岩尾、島田虎之助らと技を戦わせた。
天保11年（1840年）、帰国して70石に加増され、100石高の軍役を申しつけられた。

### 晩年
弘化5年（1848年）、種次は七太夫と、嗣子の種昌も進と通称を改名する。嘉永元年（1848年）12月、種昌が剣槍術師範代番となり、種次は家督を種昌に譲り、隠居し、武楽と号する。隠居料15俵を拝領される。文久3年（1863年）11月19日、67歳で没。
2代目の大石種昌（進）も、剣技に優れ、容貌や技、態度まで父に酷似していたという。千葉栄次郎を破っているのは、この2代目のほうとなる。種昌は明治11年（1878年）12月22日、55歳で没した。

## 参考書籍
- 綿谷雪『日本剣豪100選』秋田書店、1971年。
- 『三百藩家臣人名事典 7』新人物往来社、1989年。
- 柳川市史編集委員会『柳川歴史資料集成第三集 柳河藩立花家分限帳』柳川市、1998年。